# Jacques Canetti
Jacques Canetti (ur. 30 maja 1909 w Ruse, zm. 7 czerwca 1997 w Suresnes) – francuski reżyser teatralny i dyrektor wykonawczy.
Uważany za odkrywcę Georges’a Brassensa, Jacques’a Brela, Guy Béart, Félixa Leclerca, Francisa Lemarque’a, Serge’a Gainsbourga, Henriego Salvadora, Borisa Viana, Raymonda Devosa, Fernanda Raynauda, Anne Sylvestre, Pierre’a Data i Francis’a Blanche’a, Juliette Gréco, Catherine Sauvage, Claude’a Nougaro i wielu innych artystów francuskojęzycznych.
Założył kabaret Les 3 Baudets w Paryżu i do 1962 roku był dyrektorem wytwórni płytowej Philips Polydor. Następnie założył własną wytwórnię: Les Productions Jacques Canetti.
Jacques Canetti był bratem pisarza i laureata Nagrody Nobla Eliasa Canettiego.
Był absolwentem HEC Paris.